# 에곤 실레

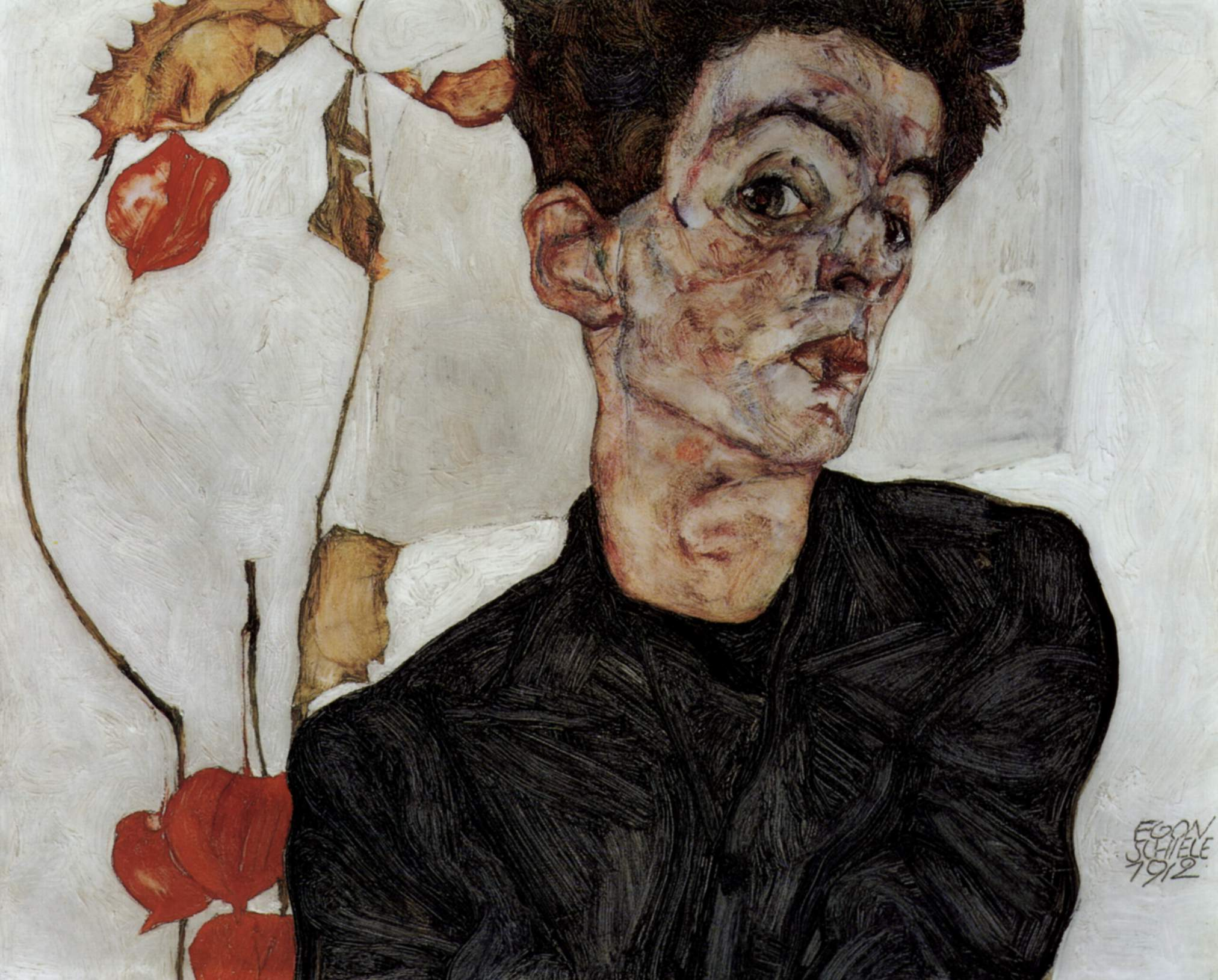
자화상, 1912년

에곤 실레(독일어: Egon Schiele, 1890년 6월 12일~1918년 10월 31일)는 오스트리아 출신 화가이다.
1906년 빈 미술 아카데미에 입학하였으나, 보수적인 학교에 반발하여 몇몇 동료들과 ‘새로운 예술가 그룹’을 결성하고 3년 만에 학교를 그만두었다. ‘오스트리아 화가 연맹’의 구스타프 클림트를 만나 많은 교류를 하였다.

## 성장기
실레는 오스트리아 저지대, 즉 오스트리아 북동부에 있는 Tulln에서 1890년 태어났다. 그의 아버지 Adolf Schiele는 Austrian State Railway 회사의 Tulln 역 역장이었으며, 어머니 Marie는 남부 보헤미아에 있는 Krumlov(Kramau) 출생의 체코인이었다. 어린시절 실레는 기차에 매료되어 그것을 그리는데 몇 시간씩 보내곤 해서, 아버지가 스케치북을 부수어야한다는 의무감이 들 정도였다. 그가 11살 때 인근 Krems 라는 도시로 이사하여 두번째 학교에 들어갔다. 주위 사람들은 그를 이상한 아이라고 여겼다. 부끄럼이 많고, 말이 적고, 운동과 그림을 제외하고는 학교 생활을 잘 하지 못했으며, 보통 그보다 어린 학생들 반에 속해 있었다. 또한 여동생 Gertrude (Gert 라고 알려져 있는)에 대해 근친적 성향을 가지고 있었다. 한번은 이 성향을 알고 있는 아버지가 그와 여동생이 잠긴 방에 같이 있는 것을 알고, 문을 부수기도 했다. 사실 그들은 필름을 현상하고 있었는데. 그가 16세 때 허락없이 12세의 여동생과 함께 기차로 Trieste까지 가서 호텔에서 하룻밤을 지내기도 했다.
실레가 15세 때 아버지는 매독으로 사망하고, 그는 철도회사 직원이며 어머니쪽 삼촌인 Leopold Czihaczec의 보호를 받게 되었다. 그는 실레가 자신을 본받기를 바랐지만 공부에 흥미가 없는 것을 염려하다가, 그림에 재능이 있다는 것을 알고는 하는 수 없이 Karl Strauch라는 화가를 선생으로 붙여주었다. 1906년 실레는 클림트도 한 때 다녔던 비엔나의 Kunstgewerbeschule (School of Arts and Crafts)에 들어갔다. 그 해에 그는 몇 명의 교수들의 주장에 의해 더 전통적인 학교인 비엔나에 있는 Akademie der Bildenden Kuenste로 보내졌다. 여기서 그의 주된 선생은 Christian Griepenkerl이었는데 이 사람은 매우 고집스런 견해와 극단적인 보수주의여서, 혼란스럽고 실망한 실레는 3년후 떠나게되었다.

## 클림트와 첫 전시회
1907년 실레는 클림트를 만나게 되는데, 그는 젊은 화가에게 친절하게 멘토 역할을 해주었다. 클림트는 젊은 실레에게 특별히 관심을 가져서, 그림을 사주고, 자신의 그림과 교환하기도 하고, 모델을 주선해주기도 하였으며, 후원을 해줄만한 사람에게 소개하기도 하였다. 또 실레를 분리주의와 연결되어 있는 미술 공예 workshop인 비엔나 워크샵에도 소개하였다. 실레는 아카데미에서 3년을 마친 뒤인 1909년에 아카데미를 떠나서, 아카데미에 만족하지 못한 학생들과 함께 Neukunstgruppe (New Art Group)를 결성하였다. 클림트는 1909년 비엔나 Kunstschau에 실레의 작품 몇 개를 출품하도록 초청하였는데, 여기서 그는 에드바르드 뭉크, 얀 투롭, 빈센트 반 고흐의 작품들을 만나게 된다. 아카데미의 구속으로부터 자유로워지자 실레는 인간의 모습 뿐만 아니라 인간의 성(sexuality)도 탐구하기 시작한다. 이 시기 그의 작품의 명료성이 혼란을 보이고 있다.
그 후, 실레는 수많은 단체전에 참여하는데, 1910년 프라하와 1912년 부다페스트에서 Neukunstgruppe, 1912년 쾰른에서 Sonderbund,1911년부터 열린 수 차례의 분리주의 전시회등이 있다. 1913년 뮌헨에 있는 Hans Goltz 갤러리에서 단독 전시회를 열게 되며, 1914년 파리에서도 단독 전시회를 하였다.

## 논란, 성공과 결혼
1911년, 실레는 17세인 Walburga (Wally) Neuzil을 만나서 비엔나에서 같이 살게되며, 그녀는 그의 가장 놀라운 작품 중 몇 개의 모델도 하게 된다. 그녀는 이전에는 구스타프 클림트의 모델이었으며, 그의 연인 중 한 명이었다는 것 이외에는 그녀에 대해 알려진 것이 거의 없다. 실레와 Wally는 폐쇄공포적이라고 느낀 비엔나의 환경을 탈출하기를 원하여, 남부 보헤미아에 있는 작은 도시 Krumau로 간다. Krumau는 실레의 어머니의 출생지이며, 현재 실레 기념 박물관이 있다. Kramau에 연고가 있음에도 불구하고 이들의 생활양식, 특히 마을의 십대 소녀들을 억지로 모델로 고용한 것을 몹시 좋지 않게 생각한 마을 사람들에 의해 쫓겨나게 된다.

### 노이렝바흐와 투옥
두 사람은 영감을 주는 환경과 작업을 할 저렴한 스튜디오를 찾아 비엔나에서 35Km 서쪽에 있는 Neulengbach(노이렝바흐)로 옮겨 갔다. 실레의 스튜디오는 노이렝바흐의 비행 청소년들이 모이는 아지트가 되었다. 실레의 생활 방식은 마을 주민들에게 심한 적개심을 불러 일으켜, 1912년 미성년(동의를 할 수 있는 연령 이하)의 어린 소녀를 유혹했다는 이유로 체포되었다.
경찰들이 실레를 체포하러 스튜디오에 왔을 때 그들이 포르노라고 생각하는 그림 수백 장을 몰수하였다. 실레는 재판을 받을 때까지 감옥에 갇히게 되었다. 재판에서 유혹과 유괴 혐의는 기각되지만, 어린이들이 접근할 수 있는 곳에 외설적인 그림을 전시했다는 점에서는 유죄로 인정되었다. 판사는 재판정에서 촛불에 그림 한 점을 태우기도 하였다. 이미 21일간 구속되어있은 것을 고려하여 3일간의 투옥이 선고되었다. 감옥에 있는 동안 실레는 감방에 갇혀있는 어려움과 불편을 묘사하는 그림 12 점을 그렸다

### 결혼
1914년 실레는 비엔나의 교외 Hietzing, 101 Hietzinger Hauptstrasse에 있는 그의 스튜디오에서 길 건너편에 부모님과 같이 살고 있는 Edith와 Adele Harms에 관심을 가지게 되었다. 그들은 중류층이었으며, 개신교 신도였으며, 아버지는 자물쇠 장인이었다. 1915년 실레는 사회적으로 더 받아들여질 수 있는 Edith를 선택하지만 Wally와의 관계를 유지하기를 희망했다. 그러나 Wally에게 상황을 설명하자 그녀는 즉시 그를 떠나서 다시는 보지 않았다. 이 버림받음으로 인해 그는 '죽음과 소녀'를 그리게 되는데, Wally의 초상은 이전의 그림에 바탕을 두고 있고, 자신은 새롭게 그렸다. 1915년 2월 실레는 친구에게 보낸 편지에 쓰기를 '나는 유리하게 결혼을 할 예정이다. Wally가 아니라.'라고 했다. Edith의 집안에서 약간의 반대가 있긴 했지만 1915년 6월 17일, 실레의 부모님의 결혼 기념일에 결혼하게 된다.

## 전쟁, 마지막 몇 년, 죽음
거의 1년 동안 징병을 피하고 있었지만, 제1차 세계대전은 실레의 생활과 작업에 영향을 주게 되었다. 결혼 3일 후, 실레는 군 복무를 명령받았고, 프라하에서 근무하게 되었다. 실레는 동료들과 함께 전시장에서 살았으며, Edith는 그와 함께 가서 호텔에서 머물렀다. 실레의 상관은 그들이 가끔 만나는 것을 허용하였다. 군복무 중임에도 불구하고 실레는 베를린에서 전시를 했으며, 같은 해에 취리히, 프라하, 드레스덴 등에서 성공적인 전시를 하였다. 그에게 주어진 첫 임무는 러시아 포로들을 호송하는 것이었다. 마음이 약하고, 뛰어난 글씨 때문에 Muehling이라는 마을 주변에 있는 전쟁포로수용소에서 서기로 일하게 되었다.
포로 러시아 장교와 그의 상관인 Karl Moser를 그렸는데, 이 상관은 사용하지 않는 상점을 스튜디오로 사용하도록 주기도 하였다. 실레는 수용소의 음식 상점을 맡아 있어서, 그들 부부는 배급보다 나은 식사를 할 수 있었다. 1917년 비엔나로 돌아와 다시 작품 활동에 집중하게 되었다. 많은 작품을 내었으며, 작품들은 그의 재능을 원숙하게 잘 나타내었다. 그는 1918년 비엔나에서 열린 분리주의 49회 전시회에 초대되었다. 실레의 작품 50개가 선정되어서 중앙 홀에 전시되었다. 또한 전시회의 포스터를 디자인 하는데, 최후의 만찬을 흉내낸 것으로 예수의 자리에 자신의 초상을 넣었다. 전시회는 대성공이었으며, 그 결과 실레의 그림의 가격은 높아졌고, 많은 초상화 주문을 받게 되었다.
1918년 가을 유럽에서 2천만명의 환자를 발생시킨 스페인 독감이 비엔나에 도달하였다. 임신 6개월인 Edith는 이 때문에 10월 28일 사망하며, 실레도 3일 후 사망하게 되는데, 이때 그의 나이는 28세였다. 이 사흘동안 그는 Edith의 스케치 몇 점을 그리는데, 이것들이 그의 마지막 작품들이다.

## 스타일
초기에 그는 클림트와 Kokoschka의 영향을 많이 받았다. 그의 초기 작품에는 그들을 흉내낸, 특히 클림트를 흉내낸 흔적이 뚜렷하지만 곧 자신만의 뚜렷한 스타일을 찾게 된다. 1907년부터 1909년 사이의 실레의 가장 초기작들은 클림트의 것들과 매우 유사하며, 아르누보의 영향도 보인다. 1910년 실레는 누드화를 연습하기 시작하며, 그후 1년이 안 되어서 메마르고 병적인 색을 띄고, 종종 강한 성적 의미를 지니는 독자적인 스타일을 나타내게 되었다. 또한 어린이들을 그리기 시작했다.
점차 그의 그림은 복잡해지고 주제를 가지게 되며, 1912년 투옥된 후에는 죽음과 부활 같은 주제를 다루기 시작했다. 물론 여성의 누드가 여전히 주된 주제이기는 했지만. 제1차 세계대전 동안 시간적 여유가 있을 때에는 그의 그림은 더 커지고 세밀해졌다. 하지만 군복무 때문에 시간적 여유가 잘 없어서, 대부분의 작품은 경치나 군 장교 같은 사람들을 간단하게 그리는 정도였다. 이 기간동안 그는 모성과 가족의 주제를 실험하기 시작했다. 그의 부인 Edith는 이 시기 여성을 그린 대부분의 작품의 모델있지만, 전쟁 동안의 여건 때문에 많은 작품의 모델들은 남성이었다. 1915년까지 실레의 여성 누드화는 더 풍부해지기는 했지만, 많은 것들이 마치 생명이 없는 인형 같은 형태로 그려졌다. 그 후 그는 자연적이고 건축적인 주제들을 많이 그렸다. 마지막 몇 개의 작품은 자위행위를 하는 포즈의 여성 누드화들이다.
어떤 사람들은 그의 작품은 괴상하고, 에로틱하며, 포르노적이고, 불안하며 성에 초점을 두고 있다고 본다. 그는 남들의 초상화 뿐만 아니라 자신의 자화상에도 집중을 하였다. 또한 Van Gogh의 '해바라기' 등을 기리는 그림도 그렸다.

## 유산
1980년 독일에서 제작한 영화 'Excess and Punishment'는 실레의 이른 사망에 이르게 하는 예술적 천재성을 다룬 전기 영화이다. 영화는 Herbert Vesely가 감독을 하였으며, Mathieu Carriere가 Schiele 역으로, Jane Birkin이 그의 초기 예술적 뮤즈였던 Wally Neuzil 역으로, Christine Kaufman이 그의 아내 Edith Harms 역으로, Kristina Van Eyck가 아내의 여형제 Adele Harms역으로 나왔다. 또한 1980년 Arts Council of Great Britain (대영예술진흥회)에서 다큐 영화 'Schile in Prison'을 제작하였는데, 이것은 실레의 투옥 당시 상황과 그의 일기의 정확성을 다루고 있다.
Joanna Scott가 1990년 발표한 'Arrogance(오만)'이라는 소설은 실레의 일생에 기초를 투고 있으며, 그를 주연으로 삼고 있다.
Stephen Mazurek는 1995년 그의 일생을 바탕으로 Egon Schile라는 무용극을 제작하였는데, 음악은 미국의 post-rock 그룹인 Rachel이 'Music for Egon Schile'라는 앨범으로 작곡하였다. Lee Anderson은 Featherstonehaughs라는 현대 무용단을 위하여 1997년 'The Featherstonehaughs Draw On The Sketchbooks of Egon Schile'를 안무하였다.
실레의 일생과 작품은 많은 에세이의 주제가 되었다. 패션 사진작가인 Richard Avedon은 'Borrowed Dogs'라는 초상화에 관한 에세이에서 실레의 작품에 대하여 글을 썼다. Mario Vargas Llosa는 1997년에 발표한 소설 'The Notebooks of Don Rigoberto'에서 주인공을 유혹하고 도덕적 착취를 위하여 실레의 작품을 사용하고 있다. Wes Anderson의 영화 'The Grand Budapest Hotel'에서는 도둑질의 일부로 실레의 스타일을 본딴 Rich Pellegrino의 그림이 등장하는데, 플랑드르/르네상스의 걸작을 대체하는데, 사기임을 알아차린 주인이 화가 나서 파괴하는 것으로 되어있다.
Julia Jordan은 199년에 'Tatjana in Color'라는 희곡을 기초하는데, 이것은 2003년 가을 The Culture Project에서 off-broadway로 제작되었다. 이것은 실레와 Neulengbach의 12세 소녀 Tatjana von Mossig의 관계를 소설화한 것으로, 그녀에게 자신의 그림을 보여준 것으로 유죄 선고를 받게 된 사건이다.

## 판매와 소장
'Wally의 초상 (1912)'은 1954년 Rudolf Leopold가 구입하였으며, 이것은 나중에 Leopold가 소장하고 있던 5,000점 이상의 작품을 오스트리아 정부가 구입하여 설립한 Leopold Museum의 소장품 중 하나가 되었다. 뉴욕의 Museum of Modern Art에서 1997-1998년 동안 실레의 작품을 전시한 후, 그림은 뉴욕 카운티 지방 검사의 명령에 의해 압류되었다. 이 그림의 이전 소유주의 상속인들이 이 그림은 나치 약탈품이며, 따라서 자신들에게 돌려주어야 한다고 소송을 제기하였기 때문이었다.
분쟁은 2010년 7월 20일 해결되었으며, 그림은 그 후 Leopold Museum이 1,900만 달러를 들여 구입하였다. 2013년 이 미술관은 실레의 작품 3개를 소더비 경매에서 1,400만 파운드에 판매하는데, 이는 실레의 1914년 작품 'Houses by the Sea'에 걸린 보상 소송을 해결하기 위함이었다. 가장 비싼 작품인 '두 연인 (Wally와의 자화상)'은 종이에 그린 작품의 세계 경매 기록을 788만 파운드로 올렸다.
빈에 있는 Leopold Museum은 200점 이상의 실레의 작품을 소장하고 있어서 가장 중요하고 완벽한 콜렉션으로 알려져있다. 미술관은 2011년 'Houses With Colorful Laundry (Subrub II)'를 소더비 경매에서 4천만 달러에 판매하였다. 그외 실레의 작품을 주목할만큼 소장하고 있는 곳으로는 Toulin에 있는 에곤 실레 미술관, 빈에 있는 Osterreichische Galerie Belvedere와 Albertina Graphic Collection이 있다.
2013년에는 1916년 작품인 'Reclining Woman'이 온라인 경매에서 2.4백만 달러에 판매되었는데, 이것은 그때까지 온라인 경매상 최고 액수였다.